# Turborrotonda

Esquema de una turborrotonda.

Una turborrotonda o turboglorieta es un tipo de rotonda modificada para que los carriles de entrada delimiten previamente las posibles salidas, mejorando la fluidez del tráfico y disminuyendo la posibilidad de accidentes.

## Funcionamiento
Las turborrotondas surgieron en 1998 en los Países Bajos para resolver los problemas de congestión circulatoria en intersecciones. Son un tipo de rotonda que lleva implementada en sí misma por medio de las marcas viales la forma correcta de utilización de una rotonda clásica por un conductor, es decir la manera de uso según fueron ideadas. El tráfico interior tiene prioridad sobre el que pretende acceder y es encauzado hacia distintas salidas de tal manera que no es posible circunvalar la glorieta completa por el carril exterior. Esto hace que el uso del carril idóneo sea necesariamente el correcto para acceder a la salida deseada. Esta lógica que se implementa en las turborrotondas elimina básicamente dos maniobras: la necesidad de cambiar de carril exterior para abandonarlas y la de realizar un giro más allá de nuestra segunda salida, reduciendo los puntos de conflicto. Ambas maniobras son en realidad las culpables de la mayoría de los accidentes que ocurren en las rotondas clásicas al generarse cortes de trayectorias en su circulación interior.

## Seguridad
El diseño de las turborrotondas hace disminuir la probabilidad de accidentes debido a que se eliminan posibles intersecciones, aumentando la fluidez del tráfico hasta en un 35%. El hecho de que los conductores deban elegir con antelación cuál será la salida deseada hace que la fluidez del tráfico mejore.
Sin embargo, la seguridad para ciclistas disminuye, especialmente si se requiere un giro a la izquierda, en el cual pierden la prioridad al tener que incorporarse al carril izquierdo de circulación. Por lo tanto, para mantener la seguridad vial ciclista en una turborrotonda, son necesarios carriles bici segregados con  intersecciones adecuadas con la calzada.
| | |
| Señal que indica la intersección de una turborrotonda con la delimitación de giro en cada una de las entradas. | Diagrama mostrando los puntos donde podrían suceder accidentes o choques en una rotonda (izquierda) y una turborrotonda (derecha). |